# Wilkie Collins
William Wilkie Collins (n. 8 ianuarie 1824, Londra, Regatul Unit al Marii Britanii și Irlandei – d. 23 septembrie 1889, Londra, Regatul Unit al Marii Britanii și Irlandei) a fost un prozator englez.
A fost prieten și colaborator al lui Charles Dickens.
Prin scrierile sale, în care predomină misterul și crima, poate fi considerat precursor al romanului polițist.

## Opera
- 1860: Femeia în alb ("Woman in White");
- 1862: Fără nume ("No name");
- 1868: Piatra lunii ("The Moonstone").

- „Povestea călătorului despre un pat teribil de straniu” („The Traveller’s Story of a Terribly Strange Bed”, 1852), povestire